# 领导责任
领导责任是有关领导“在职权职责范围内承担的与领导工作要求相关的责任”。又有全面领导责任、主要领导责任、重要领导责任、次要领导责任的区别。《中国共产党问责条例》第五条称，“党组织领导班子在职责范围内负有全面领导责任，领导班子主要负责人和直接主管的班子成员承担主要领导责任，参与决策和工作的班子其他成员承担重要领导责任。” 在中华人民共和国对官员的问责中经常要划分领导责任和直接责任。